# Marcello Giustiniani
Marcello Giustiniani (né le 7 septembre 1901 à Ancône et mort le 15 novembre 1977 à Brescia) était un dirigeant de football italien.

## Biographie
En 1954, il devient le 19e président (par intérim) du club de la Juventus, succédant au président d'honneur alors en place depuis 1947 et propriétaire du club Gianni Agnelli. 
La particularité de sa présidence est que pendant l'unique année qu'il passa à la tête du club, il partagea la direction avec Enrico Craveri et Nino Cravetto. Il y'eu dont 3 présidents en même temps, et ce pour la deuxième fois de l'histoire du club (avec le trio Armano-Nizza-Zambelli entre 1915 et 1918 lors de la Première Guerre mondiale).
Ils laissent leur place en 1955 à Umberto Agnelli qui prend le relais.
Le restant de la vie de Giustiniani en dehors de la Juventus n'est pas connu.